# Megalopta
Megalopta es un género extendido de abejas de la tribu Augochlorini.de la familia Halictidae. Son el mayor género de ciclo nocturno del género Augochlorini. La mayoría tiene una pigmentación tegumentaria pálida y todos tienen grandes ocelos, probablemente una característica de su comportamiento nocturno. Viven en América Central tropical y la totalidad de América del Sur. El subgenéro Noctoraptor es un cleptoparásito. No se conoce del registro fósil.
Megalopta fue descrito por primera vez por Frederick Smith en 1853. La especie e tipo es Megalopta idalia, ahora conocido como Megalopta amoena. La mayoría de estudios hechos en Megalopta están centrados en M. genalis.

## Descripción general
Megalopta puede llegar a medir 2cm de largo. Tienen grandes ojos simples y ojos compuestos, usados para la búsqueda nocturna de alimentos. Tienen un abdomen marrón/amarillo con anillado marrón oscuro y tórax y cabeza de color verde/amarillo metálico a bronce.

### Visión y comportamiento nocturnos
Se cree que todas las especies Megalopta son nocturnas o crepusculares. En general, Megalopta exhibe patrones de forrajeo bimodal y es activo para aproximadamente 90 minutos después de la caída del sol y antes de la salida del sol, a toda costa de disponibilidad alimentaria. Los machos y las hembras son activos en tiempos ligeramente diferentes y las hembras normalmente tienen índices globales más altos de actividad. La hipótesis es que se trata de un cambio de nicho para evitar la competencia de las abejas diurnas, o quizás para evitar la depredación.
Generalmente los insectos tienen un par de ojos compuestos por cada trío de ojos simples de una sola lente. Mientras la mayoría de insectos nocturnos tienen una superposición de ojos compuestos, todos los himenópteros tienen una aposición lo que les da menor sensibilidad a la luz que los ojos sobrepuestos. La aposición de los Megalopta son treinta veces más sensibles a la luz que las abejas diurnas, pero eso no afecta la precisión de su visión. Puede usar sus ojos simples para complementar su visión nocturna. Las abejas crepusculares tienen ojos simples más grandes que las abejas diurnas, y las abejas nocturnas tienen los ojos simples más grandes de todos. Los ojos simples no se usan para información visual precisa. Los ojos simples de Megalopta son altamente adaptables. Tienen grandes lentes de ojos simples y el porcentaje del área de la retina cubierta por el rabdomo es cinco veces mayor al de las abejas diurnas Aun así, la adaptación a la sensibilidad más probablemente vino en el coste de resolución temporal. Una de las teorías es que utilizan estrategias de suma espacial neuronal para mejorar su resolución temporal. Su rabdomo es alargado con micro vellos alineados en la misma dirección que potencialmente les permite ver la dirección de la luz polarizada. Los ocelos de Megalopta tienen un brocal dorsal, donde los fotoreceptores son sensibles a luz polarizada, como la salida y puesta del sol. El ocaso y la salida del sol crean patrones únicos de luz polarizada en el cielo, y Megalopta puede utilizar estos patrones para navegar. A pesar de tener la anatomía superficial para la detección de la direccionalidad de la luz polarizada, los rabdomios tienen forma de "gusano" y están dispuestos radialmente, lo que anula esta capacidad. Megalopta también carece de pigmentos es su ocelo esto detecta la longitud de onda corta, quizás un resultado de su hábitat de jungla.

### Anidación y la jerarquía de las hembras
Los Megalopta anidan en ramas muertas, palos y lianas. Sus nidos tienen un collar distintivo alrededor de la entrada hecho de madera masticada y consisten en un gran túnel hueco y varias celdas. Las celdas internas están hechas de la misma madera masticada que la entrada. Los Megalopta son facultativamente eusociales. Sus nidos varían desde una sola hembra hasta once hembras por nidos, pero los nidos sociales suelen contener de 2 a 4 hembras. A medida que avanza la estación seca, los nidos de una sola hembra se convierten gradualmente en nidos de varias hembras, como resultado de la eclosión de las hembras y su permanencia en el nido. Normalmente, al menos una hembra permanece en el nido y no se reproduce ni le crecen los ovarios. En cambio, mantiene el nido y busca comida mientras la fundadora sigue reproduciéndose. Las comunidades eusociales tienen un solapamiento de generaciones de compañeras de nido, lo que significa que deben ponerse y nacer dos o más nidadas durante la temporada de apareamiento. Los huevos suelen ponerse durante la estación seca y eclosionan al cabo de 35 días. Los huevos puestos en una estación seca más seca suelen producir un número mayor de individuos de mayor tamaño que participan en la reproducción, a diferencia de una estación seca comparativamente húmeda, que produce menos trabajadores de menor tamaño. La asociación entre la reproducción y la estación seca es probablemente el resultado de la disponibilidad floral. Los beneficios de los estilos de vida solitarios frente a los eusociales cambian con las estaciones. En la estación seca, los estilos de vida eusociales proporcionan beneficios de productividad, mientras que en la estación húmeda, los beneficios se basan normalmente en los seguros.
En una colmena con varias hembras, suele haber una hembra dominante y las demás se consideran supernumerarias. La hembra dominante suele ser macrocefálica y la más antigua de la colmena. La hembra dominante es análoga a la reina en las colmenas de abejas, y también puede llamarse reina o fundadora. Las hembras supernumerarias se dividen en dos funciones: buscadoras y dentro del nido. Las hembras del nido generalmente permanecen en él y vigilan la entrada, así como las tareas de higiene. Los Halictinae son provisionales en masa, lo que significa que almacenan el alimento necesario para el crecimiento de las larvas antes de la puesta de los huevos y no interactúan con las larvas durante el desarrollo. Sin embargo, experimentalmente, las fundadoras han mostrado la capacidad de identificar problemas dentro de una célula sellada. Las fundadoras abrían la celda para evaluar el estado de las larvas y, en consecuencia, o bien encontraban algo malo, abortaban las larvas y volvían a utilizar la celda, o bien no encontraban nada malo y volvían a sellar la celda. Las larvas de las celdas selladas se desarrollaron con normalidad. Otro comportamiento parental realizado por las fundadoras es de carácter higiénico: la eliminación de las heces de las células que produjeron adultos sanos. Se cree que estas desviaciones de los comportamientos masivos-provisionales son un precursor de la eusocialidad.

### Ginandromorfia
Ginandromorfismo es la presencia de características de macho y hembra en un solo organismo. Dos especies de Megalopta han mostrado ginandromorfismo: Megalopta amoena y el muy estudiado Megalopata genalis. Ambos especímenes tienen una división bilateral con características de macho en la izquierda y características de hembra en la derecha. En comparación entre la hembra y el macho quién tiene periodos bimodal de búsqueda de alimentos, la actividad de ginandromorfismo es significativamente antes en el día. Es importante notar que este estudio estuvo basado en un solo espécimen y la generalización sobre ginandromorfismo en Megalopta no puede ser hecho. Además, esta mutación es extremadamente rara, con solo dos especímenes en el género entero.

### Interacciones con otras especies
Macrosiagon gracilis es un parásito de M. genalis Y M.ecuadoria. Megalopta Tiene índices más bajos de cría de parasitismo que otras abejas solitarias. Crías significativas de parasitismo incluyen Lophostigma cincta, una avispa mutilada y cleptoparásitos de la especie Megalopta. En muchos nidos abandonados se han encontrado hendiduras en el palo y las células se encuentras destruidas. Se piensa que es trabajo del oso hormiguero pigmeo, Cyclopes didactylus, pero no está confirmado. Las hembras a menudo tienen grandes números de nemátodos en sus glándulas metasomales. Las larvas de una mosca parásita, Fiebrigella sp., consumen las resrvas de polen en las celdas de Megalopta, causando que las larvas que habitan en aquellas celdas tengan una medida de cuerpo más pequeña. Parkia velutina es un Megalopta polinizador.

### Cleptoparasitismo
Se ha observado cleptoparasitismo de congéneres en el subgénero Noctoraptor. Lo que significa que estas abejas parasitan otras especies de Megalopta. M. byroni parasita a M. genalis y M. ecuadoria, pero por lo general parasitan otras especies. En el caso de Noctoraptor, el cleptoparasitismo adopta la forma de parasitismo de cría. Los Noctoraptor no tienen la fisiología para construir nidos o celdas, lo que los convierte en parásitos obligados que invaden los nidos de los otros Megalopta para poner huevos.

## Especies y subgéneros
.La filogenia dentro de Megalopta es objeto de un amplio debate. Una escuela de pensamiento afirma que Megalopta tiene dos subgéneros: Megalopta y Noctoraptor. El subgénero Noctoraptor fue descrito en 1997, con el tipo de especie M. byroni M. byroni fue la primera abeja parásita nocturna conocida. Noctoraptor puede diferenciarse de otros Megalopta por diferencias anatómicas que están relacionadas con el parasitismo, incluyendo una escopa reducida, grandes mandíbulas en forma de guadaña y la falta de una placa basal. En la literatura más reciente, en lugar de clasificarse en los dos subgéneros, las divisiones se hacen entre cinco grupos de especies: Aegis, Amoena, Yanomami, Byroni y Sodalis. Estos grupos se definen por características físicas similares. El grupo de especies Byroni contiene las especies que estarían en Noctoraptor. Estos grupos de especies han sido determinados para Megalopta en Brasil, por lo que los listados de grupos de especies no incluyen todas las especies conocidas. El sistema de grupos de especies no es muy usado.
Independientemente de los subgéneros o grupos de especies, Megalopta es muy probablemente parafilético y se agrupa con el género Xenochlora, siendo la especie M. atra la más estrechamente relacionada con Xenochlora sobre otros Megalopta. Xenochlora puede ser un subgénero de Megalopta. M. atra se considera una especie de tierras altas, mientras que el resto del género es de tierras bajas. Megalopta, Megommation y Megaloptidia forman un único clado con un ancestro de alimentación nocturna. Esto implica que el clado Xenochlora volvió a la alimentación diurna después de que evolucionaran las adaptaciones a la alimentación nocturna.
La especie Megalopta amoena también puede ser conocida con varios nombres diferentes: Megalopta ecuadoria, Megalopta centralis, Megalopta idalia, Megalopta gibbosa, Megalopta ochrias, Megalopta lecointei, y Megalopta vigilans.

### Lista de especies
- Megalopta aegis (Vachal, 1904)
- Megalopta aeneicollis (Friese, 1925)
- Megalopta amoena (Spinola, 1853)
- Megalopta atlantica (Santos y Silveira, 2009)
- Megalopta atra (Engel, 2006)
- Megalopta boliviensis (Friese, 1926)
- Megalopta byroni (Engel, Brooks y Yanega, 1997)
- Megalopta chapeeri (Vachal, 1904)
- Megalopta cuprea (Friese, 1911)
- Megalopta furunculusa (Hinojosa-Díaz y Engel, 2003)
- Megalopta genalis (Meade-waldo, 1916)
- Megalopta guarani (Santos y Melo, 2014)
- Megalopta guimaraesi (Santos y Silveira, 2009)
- Megalopta huaoranii (González, Griswold y Ayala, 2010)
- Megalopta karitiana (Santos y Melo, 2014)
- Megalopta mapinguari (Santos y Melo, 2014)
- Megalopta munduruku (Santos y Melo, 2014)
- Megalopta mura (Santos y Melo 2014)
- Megalopta nigriventris (Friese, 1926)
- Megalopta nitidicollis (Friese, 1926)
- Megalopta noctifurax (Engel, Brooks y Yanega, 1997)
- Megalopta notiocleptis (Engel, 2011)
- Megalopta peruana (Friese, 1926)
- Megalopta piraha (Vachal, 1904)
- Megalopta purpurata (Friese, 1926)
- Megalopta sodalis (Vachal, 1904)
- Megalopta sulciventris (Friese, 1926)
- Megalopta tacarunensis (Cockerell, 1923)
- Megalopta tetewana (González, Griswold y Ayala,2010)
- Megalopta xavante (Santos y Melo, 2014)
- Megalopta yanomami (Santos y Melo, 2014)

### Grupos de especie[6]
- Grupo de especies Aegis
  - Megalopta aegis
  - Megalopta aeneicollis
  - Megalopta nitidicollis
  - Megalopta sulciventris
- Grupo de especies Amoena
  - Megalopta amoena
  - Megalopta chaperi
  - Megalopta guimeraesi
  - Megalopta mura
- Grupo de especies Yanomami
  - Megalopta piraha
  - Megalopta yanomami
- Grupo de especies Byroni
  - Megalopta atlantica
  - Megalopta byroni
  - Megalopta guarani
  - Megalopta karitiana
  - Megalopta mapinguari
  - Megalopta noctifurax
  - Megalopta purpurata
  - Megalopta xavante
- Grupo de especies Sodalis
  - Megalopta cuprea
  - Megalopta munduruku
  - Megalopta sodalis